# قائمة أنواع الجزر
يوجد عدة أنواع من جنس الجزر:

## أنواع مؤكدة
- جزر أجرد (الاسم العلمي:Daucus glaberrimus)
- جزر أردني (الاسم العلمي:Daucus jordanicus)
- جزر أهلب شائك (الاسم العلمي:Daucus glochidiatus)
- جزر بروتيروي (الاسم العلمي:Daucus broteroi)
- جزر جبلي (الاسم العلمي:Daucus montanus)
- جزر جداري (الاسم العلمي:Daucus muricatus)
- جزر حلبي (الاسم العلمي:Daucus aleppicus)
- جزر خشن الأوراق (الاسم العلمي:Daucus setifolius)
- جزر دقيق (الاسم العلمي:Daucus pusillus)
- جزر دوريو (الاسم العلمي:Daucus durieua)
- جزر ذهبي (الاسم العلمي:Daucus aureus)
- جزر ريبودي (الاسم العلمي:Daucus reboudii)
- جزر سرتي (الاسم العلمي:Daucus syrticus)
- جزر شاطئي (الاسم العلمي:Daucus littoralis)
- جزر شائع (الاسم العلمي:Daucus carota)
- جزر شعري الأوراق (الاسم العلمي:Daucus capillifolius)
- جزر صحاري (الاسم العلمي:Daucus sahariensis)
- جزر صغير الظل (الاسم العلمي:Daucus microscias)
- جزر عصوي (الاسم العلمي:Daucus virgatus)
- جزر قنابي (الاسم العلمي:Daucus involucratus)
- جزر كونشيتي (الاسم العلمي:Daucus conchitae)
- جزر لاطئ (الاسم العلمي:Daucus subsessilis)
- جزر مرهف الشعب (الاسم العلمي:Daucus tenuisectus)
- جزر مزروع (الاسم العلمي:Daucus sativus)
- جزر مشعر (الاسم العلمي:Daucus crinitus)
- جزر منقط (الاسم العلمي:Daucus guttatus)
- جزر نحيل (الاسم العلمي:Daucus gracilis)
- جزر هوشستتري (الاسم العلمي:Daucus hochstetteri)

## أنواع غير مؤكدة
- جزر أسترالي (الاسم العلمي:Daucus australiae)
- جزر بنطسي (الاسم العلمي:Daucus ponticus)
- جزر حبشي (الاسم العلمي:Daucus abyssinicus)
- جزر رقيق الثمار (الاسم العلمي:Daucus leptocarpus)
- جزر شبه أجرد (الاسم العلمي:Daucus subglaber)
- جزر صلب (الاسم العلمي:Daucus rigidus)
- جزر غامض (الاسم العلمي:Daucus dubius)
- جزر كبير الأزهار (الاسم العلمي:Daucus grandiflorus)
- جزر كثيف الأزهار (الاسم العلمي:Daucus pycnanthus)
- جزر كريه الرائحة (الاسم العلمي:Daucus foetidus)
- جزر مصري (الاسم العلمي:Daucus aegyptiacus)
- جزر موريتاني (الاسم العلمي:Daucus mauritianus)
- جزر ورقي (الاسم العلمي:Daucus foliosus)
- (الاسم العلمي:Daucus agrestis)
- (الاسم العلمي:Daucus ammoides)
- (الاسم العلمي:Daucus arcanus)
- (الاسم العلمي:Daucus bactrianus)
- (الاسم العلمي:Daucus breviaculeatus)
- (الاسم العلمي:Daucus coadunatus)
- (الاسم العلمي:Daucus crithmifolius)
- (الاسم العلمي:Daucus cuminifolius)
- (الاسم العلمي:Daucus cuminoides)
- (الاسم العلمي:Daucus daucorlaya)
- (الاسم العلمي:Daucus euboeus)
- (الاسم العلمي:Daucus exarmatus)
- (الاسم العلمي:Daucus gaditanus)
- (الاسم العلمي:Daucus lopadusanus)
- (الاسم العلمي:Daucus martellii)
- (الاسم العلمي:Daucus pectinaceus)
- (الاسم العلمي:Daucus prutenicus)
- (الاسم العلمي:Daucus russeus)